# Seznam spišských biskupů
Toto je seznam sídelních biskupů spišské diecéze:
1. Karol Salbeck (1776–1785)
2. Ján Révay (1787–1806)
3. Michal Brigido (1807–1816)
4. Ján Krstiteľ Ladislav Pyrker (1818–1820)
5. Jozef Bélik (1823–1847)
6. Vincent Jekelfalussy (1848–1849)
7. Ladislav Zábojský (1850–1870)
8. Jozef Samaša (1871–1873)
9. Juraj Čáska (1874–1891)
10. Pavol Szmrecsányi (1891–1903)
11. Alexander Párvy (1904–1919)
12. Ján Vojtaššák (1920–1965)
13. František Tondra (1989–2011)
14. Štefan Sečka (2011–2020)
Ján Kuboš (od roku 2020) – administrátor diecéze
15. František Trstenský (jmenovaný 8. 9. 2023)